# Lewisburg (Kentucky)
Lewisburg è un comune degli Stati Uniti d'America, situato nello Stato del Kentucky, nella contea di Logan.